# Filippo Buonarroti
 Filippo Buonarroti  o Philippe Buonarroti (Pisa, Toscana, 1761 - París, 1837) fou un polític italià, naturalitzat francès, que tingué una participació rellevant en l'etapa posterior a la Revolució Francesa. Va pertànyer al Club dels Jacobins i va ser representant de la Convenció Nacional. Juntament amb Gracchus Babeuf va ser un dels ideòlegs de la Conjura dels Iguals. Sobre aquesta etapa, va escriure Histoire de la Conspiration de l'Égalité (1828).